# Belgiens Grand Prix 1953
Belgiens Grand Prix 1953 var det fjärde av nio lopp ingående i formel 1-VM 1953.  

## Resultat
1. Alberto Ascari, Ferrari, 8 poäng
2. Luigi Villoresi, Ferrari, 6
3. Onofre Marimón, Maserati, 4
4. Emmanuel de Graffenried, Emmanuel de Graffenried (Maserati), 3
5. Maurice Trintignant, Gordini, 2
6. Mike Hawthorn, Ferrari
7. Harry Schell, Gordini
8. Louis Rosier, Ecurie Rosier (Ferrari)
9. Fred Wacker, Gordini
10. Paul Frère, HMW-Alta
11. André Pilette, Ecurie Belge (Connaught-Francis)

### Förare som bröt loppet
- Johnny Claes, Maserati[1]
- Juan Manuel Fangio, Maserati[1] (varv 35, olycka)
- Lance Macklin, HMW-Alta (19, motor)
- Nino Farina, Ferrari (16, motor)
- Juan Manuel Fangio, Maserati[2] (13, motor)
- José Froilán González, Maserati (11, gasspjäll), 1 poäng
- Jean Behra, Gordini (9, motor)
- Peter Collins, HMW-Alta (4, koppling)
- Georges Berger, Georges Berger (Simca-Gordini-Gordini) (3, motor)
- Arthur Legat, Arthur Legat (Veritas) (0, transmission)

### Förare som ej startade
- Jacques Swaters, Ecurie Francorchamps (Ferrari) (drog sig tillbaka)
- Charles de Tornaco, Ecurie Francorchamps (Ferrari) (drog sig tillbaka)